# 馬西莫·岡薩雷斯
馬西莫·岡薩雷斯（Máximo González，1983年7月20日—）是一位阿根廷職業網球運動員。他曾参加2016年夏季奥林匹克运动会网球男子双打项目，结果在八分之一决赛被淘汰。

## 外部連結
- 馬西莫·岡薩雷斯（英文/西班牙文）的官方資料
- 馬西莫·岡薩雷斯的國際網球總會 職業／青少年 官方資料（英文）
- 馬西莫·岡薩雷斯的官方資料（英文）